# Тайсё
Тайсё (яп. 大正 — «Великая справедливость») — девиз правления (нэнго) императора Ёсихито; период в истории Японии с 30 июля 1912 по 25 декабря 1926 г.
Эта эпоха была временем либерального движения, известного как «демократия Тайсё». К власти на смену гэнро пришли парламент, а в обществе широкое влияние имело Демократическое движение (яп. 大正デモクラシー運動).
На этот период приходится Первая мировая война, обострение конфликта с Китаем и начало конфликта с СССР.

## Особенности
Эпоха Тайсё связана со временем правления японского императора Тайсё. Японская система периодизации истории (до ввода системы один монарх — один девиз правления) предполагала, что исторические периоды соответствуют названию местности, в которой на тот момент находилось правительство, то есть классическая периодизация японской истории связана с местом нахождения столицы: Асука, Нара, Хэйан, Камакура, Муромати, Эдо. Эпоха Тайсё охватывает период в истории с 1912 по 1926 год продолжительностью в 14 лет, тем самым являясь самым коротким периодом в японской исторической системе периодизации.
Самыми короткими по продолжительности времени периодами японской истории после эпохи Тайсё является эпоха годов Хэйсэй (1989—2019 гг.), продолжавшаяся 31 год, и период Адзути-Момояма (1573—1603 гг.) длиной в 30 лет.
1912 г., то есть 45-й год эпохи Мэйдзи или нулевой год эпохи Тайсё, совпадает с началом Синьхайской революции в Китае, то есть с началом ранней республиканской эры в Китае. Также начало эпохи Тайсё совпадает с рождением основателя северокорейской государственности и идеологии Ким Ир Сена, то есть с началом летоисчисления по календарю чучхе.
Эпоха Тайсё связана с началом массовых движений в защиту конституции (яп. гокэн ундо) 1912 и 1924 гг., направленных против олигархических кланов в правительстве. Деятельность активистов движения первой волны привела к демонтажу политической системы, основанной на власти закрытого от внешнего влияния кабинета министров, и началу роста влияния политических партий. Эти политические и общественные изменения вошли в историю, как демократия Тайсё. В числе инициаторов и лидеров нового порядков наиболее известны такие политические деятели, как Одзаки Юкио и Цуёси Инукай.
Как правило, период демократии Тайсё разделяют на две части — до и после рисовых бунтов 1918 года (7-й год Тайсё). Это связано с тем, что в том же году после окончания рисовых бунтов премьер-министром был назначен японский политик Хара Такаси, который не принадлежал к аристократическому сословию, а был представителем сословия «хэймин», то есть «простонародья», из-за чего его неофициальным прозвищем было «хэймин сайсё», то есть «премьер-простолюдин». Хара Такаси впервые в политической истории Японии сформировал действующее «партийное» правительство (кабинет Хара).
Хара Такаси известен как выдающийся политик, обладавший отменными лидерскими качествами, который претворял в жизнь 4 основные стратегии своего кабинета: «реформа образовательной системы», «улучшение логистической инфраструктуры», «стимулирование торговли и развитие промышленности», «усиление национальной обороны», однако он выступал против принятия закона о всеобщем избирательном праве, хотя его партия обладала парламентским большинством, что вызывало острую критику в обществе среди либералов и социалистов. Избирательная реформа так и не была проведена кабинетом Хара, так как в 1921 году (10-й год Тайсё) Хара Такаси был убит на Токийском вокзале террористом Накаока Конъити.
После убийства Хара Такаси возрастает активность японского движения за всеобщее избирательное право, а также движение за женское избирательное право, идейными лидерами которого были пионеры японской феминистической идеологии — Хирацука Райтё и Итикава Фусаэ.
В 1925 году (14-й год Тайсё) кабинетом Като Такааки был принят закон о всеобщем избирательном праве, однако в то же самое время на японскую внутриполитическую жизнь сильное влияние оказала революция в России, что привело к росту социалистических и коммунистических настроений в обществе. В целях противодействия дальнейшему распространению этих идей был принят репрессивный закон «О поддержании государственной безопасности». В это же время происходит активизация общественно-политической мысли в попытке найти компромисс между монархическими и демократическими идеями, что привело к формированию концепции, согласно которой император являлся своего рода государственным политическим органом наряду с парламентом. Эта концепция была выработана японским политологом и специалистом области конституционного права Тацукити Минобэ, который предпринял попытку переосмысления и толкования конституционных законов, целью которой было также идейное обеспечение государственного контроля над обществом. Наряду с идеями Тацукити Минобэ на общественно-политическую мысль того времени оказал сильное влияние другой японский политолог и историк Сакудзо Ёсино, который выдвинул концепцию «Минпонсюги», то есть «власти народа», которая пыталась встроить монархические институты в демократическое общество.
25 октября 1921 года (10-й год Тайсё) наследный принц Хирохито официально был назначен регентом по причине резкого ухудшения состояния здоровья императора Тайсё. Тогда же было построено крупнейшее в столице синтоистское святилище Мэйдзи, посвященное почившему императору Мэйдзи и его супруге Сёкэн.
В 1923 году (12-й год Тайсё) через 8 дней после того, как умер премьер-министр Като Томосабуро, произошло Великое землетрясение Канто, которое нанесло опустошительный урон токийской метрополии, вскоре после которого начались масштабные восстановительные работы. Они были возглавлены новым кабинетом под руководством Ямамото Гомбэя, который ранее уже занимал кресло премьер-министра в 1913 году.
Однако спустя несколько месяцев Гомбэй сложил полномочия премьера, после чего было сформировано новое правительство трёх партий защиты конституции, возглавляемое премьер-министром Като Такааки, являвшемся членом второй волны движения в защиту конституции. После завершения Первой мировой войны проводилась т. н. «Политика Сидэхара», целью которой была адаптация внешней политики страны к новой мировой системе версальских соглашений. Данный курс осуществлял министр иностранных дел Сидэхара Кидзюро (кабинет Като Такааки), который также заключался в политике невмешательства во внутренние дела Китайской Республики, установление дипломатических отношений с СССР и т. д. В целом его можно было охарактеризовать, как пацифистский внешнеполитический курс, ориентированный на поиск международных компромиссов.
Особенностью эпохи Тайсё также являются изменения, происходившие в политическом мире страны, обусловленные тем, что в это время по естественным причинам начали уходить в отставку в силу возраста или плохого здоровья, или просто умирать именитые политики, родившиеся ещё в эпоху Эдо, и которые возглавляли страну весь предыдущий период. Эти политики составляли ядро т. н. «олигархии Мэйдзи» или «хамбацу» (яп. 藩閥). На их место начало приходить новое поколение политиков, воспитанное и обученное в новых государственных учебных заведениях, в которые можно было поступить только после сдачи серьёзных вступительных экзаменов.
Период Тайсё совпадает со многими мировыми событиями, имевшими историческое значение. Одним из результатов Первой мировой войны стала волна антимонархических революций. В первую очередь это коснулось проигравших войну стран (т. н. Центральные державы), к которым относились Германия, Австрия, Османская Империя, а также заключившую сепаратное мирное соглашение с Германией и вышедшую из войны Российскую Империю. СССР стал первой страной, который отказался от капиталистических ценностей, провозгласив социалистические и коммунистические идеалы общества, при этом монаршая семья из династии Романовых была казнена. В Германии после принятия Веймарской конституции была учреждена республика, действующая на принципах парламентской демократии и федерализма.
В связи с мировыми событиями японское правительство опасалось распространения коммунистических и социалистических идей в обществе, которые могли бы привести к активизации рабочего движения и ликвидации императорской власти. В связи с чем была принята серия законодательных актов, т. н. законов о поддержании общественной безопасности, основной целью которых было подавление инакомыслия в обществе. Тем не менее, с началом революции в России в среде японской интеллигенции начали активно распространяться коммунистические идеи. Японские интеллектуалы выдвигали требования скорейшего проведения реформ и обновления политической системы, а наиболее радикальные из них призывали к революции. В целом, можно сказать, что в мире политических движений периода демократии Тайсё наблюдалась тенденция к росту влияния социалистических и коммунистических идей.
Одной из отличительных особенностей эпохи Сёва является расцвет городской и массовой культуры, что было связано с развитием современных городов и экономическим ростом. Период богатой и роскошной жизни тех лет вошёл в японский язык, как «модерн Тайсё». Выросло число работающих женщин, однако это касалось не тружениц, занятых в заводском и мануфактурном производстве, а офисных работниц и телефонисток. Помимо этого набирало популярность привлечение женщин на новые для этой эпохи рабочие позиции в торговые центры, кафе европейского типа, в качестве кондукторов и проводников поезда, впервые появились киноактрисы. Одним из ярких символов эпохи стала субкультура т. н. «современных девушек» («мога» сокращение от яп. «модан гару», modern girl), носивших непривычные короткие мужские прически и предпочитавших одеваться в платья европейского кроя.
При этом на протяжении годов девиза Тайсё обратной стороной начала расцвета развлекательной городской культуры стало появление и разрастание трущоб, росту количества стихийных уличных протестов, формированию профсоюзов рабочих и мелких землевладельцев, усилению стачек и выступлений рабочих, вызванных усугублением социальных противоречий.

## Важнейшие события
- 23 августа 1914 года — Японская империя вступает в Первую мировую войну на стороне Великобритании согласно договору об англо-японском союзе 1911 года.
- 18 января 1915 года — Япония предъявляет Китаю «Двадцать одно требование» на территориальные, экономические и политические права в Китае.
- 3 июля 1916 года — Россия и Япония подписывают в Петрограде союзнический договор сроком на 5 лет.
- 2 ноября 1917 года — Соединённые Штаты Америки и Японская Империя заключают в Вашингтоне Соглашение Лансинга — Исии о признании Америкой «особых интересов» Японии в Китае.
- 1918 год
  - 12 января — начат ввод японских войск на территории бывшей Российской империи, находившихся под контролем антибольшевистских сил — в Сибири и на Дальнем Востоке.
  - 16 мая — Китай и Япония подписывают тайное соглашение о военном сотрудничестве.
  - 3 августа — в префектуре Тояма начались «рисовые бунты», охватившие затем большую часть Японии.
- 1 марта 1919 года — в Корее начинается антияпонское восстание.
- 1920 год — основание Лиги Наций. Япония (наряду с Великобританией, Францией и Италией) получает постоянное членство в Совете Лиги Наций.
  - 6 апреля — образована Дальневосточная республика в качестве буферного государства между РСФСР и территориями, находившимися под контролем антибольшевистских сил, состоявших в союзе с Японией.
  - Май — Япония подписывает декларацию о признании ДВР и начинает вывод японских войск с территории ДВР.
  - 10 декабря — создаётся Японская социалистическая лига.
- 1921 год
  - 4 ноября — убит японский премьер-министр Хара Такаси.
  - 29 ноября — наследный принц Хирохито назначен регентом при императоре Тайсё, который хронически болен.
- 15 июля 1922 года — создана Коммунистическая партия Японии.
- 1923 год
  - 1 сентября — землетрясение в регионе Канто. Погибших — 174 тысяч человек, пропавших без вести 542 тысячи.
  - 27 декабря — покушение на принца и регента Хирохито.
  - 22 апреля — принят «Закон об охране общественного порядка», который предусматривает значительное ограничение свободы слова и собраний.
- 1926 год
  - 5 декабря — образование Социал-демократической партии.
  - 25 декабря — смерть императора Ёсихито. Императором становится Хирохито.

## Соответствие годов
| 30 июля 1912 года — 25 декабря 1926 года |
| ---------------------------------------- |

| Год Тайсё               | 1    | 2    | 3    | 4    | 5    | 6           | 7           | 8           | 9           | 10          |
| ----------------------- | ---- | ---- | ---- | ---- | ---- | ----------- | ----------- | ----------- | ----------- | ----------- |
| Григорианский календарь | 1912 | 1913 | 1914 | 1915 | 1916 | 1917        | 1918        | 1919        | 1920        | 1921        |
| Год Тайсё               | 11   | 12   | 13   | 14   | 15   | Период Сёва | Период Сёва | Период Сёва | Период Сёва | Период Сёва |
| Григорианский календарь | 1922 | 1923 | 1924 | 1925 | 1926 | Период Сёва | Период Сёва | Период Сёва | Период Сёва | Период Сёва |